# اپرا موبایل
اپرا موبایل (به انگلیسی: Opera Mobile) یک مرورگر وب برای تلفن‌های همراه هوشمند و دستیار دیجیتال شخصی است که توسط شرکت نرم افزاری اپرا توسعه داده می شود.

ویژگی‌ها

اپرا توربو یکی از پرطرفدارترین ویژگی‌های اپرا است. چون به شما این گزینه را می‌دهد تا صفحات وب را وقتی که کارایی شبکه کم است فشرده کنید.
مهم‌ترین ویژگی‌های نسخه جدید مرورگر Opera Mobile برای اندروید:
افزایش سرعت لود (بارگذاری) صفحات نسبت به نسخه قبلی
قابلیت زوم و بازگشت سریع با دو کلیک
کاهش خودکار حجم صفحات سایت‌ها برای دسترسی سریع تر
امکان Multi Tab (تب‌های چندگانه)
امکان دسترسی سریع به صفحاتی که قبلاً مشاهده شده (به صورت آفلاین)
پشتیبانی از جدیدترین تکنولوژی‌های صفحات وب (Java, HTML5, Flash)